# Campionato francese di rugby a 15 1900-1901
Il Campionato francese di rugby a 15 di prima divisione 1900-1901 fu vinto dallo Stade français che sconfisse lo SBUC in finale.
Lo Stade français fu dichiarato campione di Francia dopo che Lo Stade bordelais aveva rifiutato di ridisputare la finale, giudicata irregolare dopo un reclamo dello Stade francaise. Il reclamo consisteva nell'utilizzo di tre giocatori del Bordeaux U.C., fusosi con lo Stade bordelais da meno di tre mesi, non possibile per regolamento. La federazione (USFSA) annullò il risultato e dispose di ripetere la partita a Parigi, anziché a Bordeaux dove si era disputata la prima finale.

## Fase di qualificazione
La Francia fu divisa in tre regioni, il vincitore della regione Seine fu qualificato direttamente per la finale. Fu lo Stade français che superò il Le Havre athletic club rugby (21-0).
L'altra finalista arrivò dallo spareggio tra la vincente della regione del Rodano, il F.C. Lyon che sconfisse Lo Stade Grenoblois (3-0), e della regione della Garonna, torneo  che fu vinto dal S.B.U.C. ai danni di S.O.E.T (22-5).

## Spareggio
| 1901 | SBUC | 11 – 4 | FC Lyon |  |

## Finale
| Parigi | Stade français | 3 – 0 | Bordeaux |  |
| \| \| \| \| \| P. do Rio Branco da Silva Paranhos, Santos Cagnicacci, Constantin Henriquez de Zubiera, Paul Sagot, Auguste Giroux, Henri Amand, Félix Herbet, Louis Dedet, Allan Henry Muhr, Edmond Mamelle, Jean-Guy Gautier, P. de Vigneral, Alexandre Pharamond, Marie-Raymond Bellencourt, Charles Marcus \| Formazioni \| \| |                |       |          |  |
| |                |       |          |  |
| P. do Rio Branco da Silva Paranhos, Santos Cagnicacci, Constantin Henriquez de Zubiera, Paul Sagot, Auguste Giroux, Henri Amand, Félix Herbet, Louis Dedet, Allan Henry Muhr, Edmond Mamelle, Jean-Guy Gautier, P. de Vigneral, Alexandre Pharamond, Marie-Raymond Bellencourt, Charles Marcus                                    | Formazioni     |       |          |  |